# Леонид Баталин
Леонид Гаврилович Баталин (на руски: Леонид Гаврилович Баталин) е руски офицер, щабс-капитан от Лейбгвардейски Павловски полк, участник в Руско-турската война (1877 – 1878) и битката при Горни Дъбник.

## Биография
Леонид Баталин е роден през 1847 г. Произхожда от дворянския род Баталини от Киевска губерния. Получава образование в Трето Александровско военно училище, което завършва с отличен успех. Постъпва на служба като подпоручик в 120-ти пехотен Серпуховски полк. Прикомандирован е през 1867 г. като прапоршчик в Лейбгвардейски Павловски полк. Желае да получи висше военно образование и постъпва в Николаевската генералщабна академия. След края на курса се завръща в полка като командир на 12-та рота. В състава на Лейбгвардейски Павловски полк участва в Руско-турската война (1877 – 1878). На 12/24 октомври 1877 в битката при Горни Дъбник е убит при атаката на Малкия турски редут.

## Гроб
На 13 октомври, един ден след превземането на Горни Дъбник, във вътрешността на Големия турски редут, в близост до могилата, са изкопани един до друг два гроба. В единия са погребани 17 нисши чина от Лейбгвардейски Павловски полк, а в другия – офицерите полковник Рунов, щабс-капитани Баталин и Ширман, прапоршчик Мамаев 3-ти и прикомандирования в полка поручик Полонски. Поради липса на свещеник, полковият адютант прочита молитвата Отче наш над гробовете.

## Памет
Името на Леонид Баталин е изписано върху паметната плоча над гроба му в братската могила на Лейбгвардейски Павловски полк в Големия турски редут в Горни Дъбник.

## Семейство
- баща – Гавриил Иванов Баталин,
- брат – Анатоли Гаврилович Баталин,
- брат – Виктор Гаврилович Баталин.[7]

## Галерия
- Братската могила на Леонид Баталин
- Братската могила – поглед от могилата в редута
- Паметната плоча на паметника
- Надписът на плочата
- Карта на редутите в Горни Дъбник
- Старинна гравюра на паметника